# Félix Díaz (Boxer)
Félix Manuel Díaz Guzman (* 10. Dezember 1983 in Santo Domingo, Dominikanische Republik) ist ein ehemaliger dominikanischer Profiboxer im Halbweltergewicht und Weltergewicht. Als Amateur war er unter anderem 2008 Olympiasieger im Halbweltergewicht.

## Amateurkarriere
Félix Díaz bestritt laut eigener Aussage rund 320 Amateurkämpfe. Er gewann die Silbermedaille bei den Zentralamerika- und Karibikmeisterschaften 2001, die Goldmedaille bei den Zentralamerika- und Karibikspielen 2002 sowie eine Bronzemedaille bei den Panamerikanischen Spielen 2003.
2004 erreichte er das Finale der amerikanischen Olympiaqualifikation und konnte daraufhin an den Olympischen Spielen 2004 teilnehmen, wo er im Achtelfinale gegen Serik Jeleuow ausschied. Bei den Weltmeisterschaften 2007 unterlag er in der zweiten Vorrunde gegen Masatsugu Kawachi.
2008 erreichte er erneut das Finale der amerikanischen Olympiaqualifikation und startete daraufhin bei den Olympischen Spielen 2008. Dort besiegte er in der Vorrunde den Armenier Eduard Hambartsumyan, Europameister 2008, sowie im Achtelfinale den Iren John Joyce, Gewinner der europäischen Olympiaqualifikation 2008. Im Viertelfinale schlug er den Iraner Morteza Sepahvandi und im Halbfinale den Franzosen Alexis Vastine, beide hatten sich durch das Erreichen des Viertelfinales bei der WM 2007 für Olympia qualifiziert. Im Finalkampf traf er auf den Thailänder Manus Boonjumnong, Olympiasieger 2004 und Gewinner der asiatischen Olympiaqualifikation 2008, und gewann deutlich mit 12:4, wodurch er der erste und bislang einzige (2020) dominikanische Olympiasieger im Boxen wurde.

## Profikarriere
Félix Díaz gewann sein Profidebüt am 29. Juni 2009. Er stand beim dominikanischen Promoter Mundo Boxing S.L. aus Santo Domingo unter Vertrag und wurde von Pedro Luis Díaz Benítez in der Dominikanischen Republik, den USA und Kanada trainiert. In seinen ersten 20 Kämpfen gewann er 19 mal, darunter gegen Gabriel Bracero (23-1) und Sammy Vasquez (21-0). Seine bis dahin einzige Niederlage hatte er im Oktober 2015 knapp nach Punkten gegen Lamont Peterson (33-3) erlitten.
Am 20. Mai 2017 boxte er im New Yorker Madison Square Garden um die Weltmeistertitel der Verbände WBC und WBO im Halbweltergewicht. Er verlor den Kampf vorzeitig gegen den US-Amerikaner Terence Crawford (30-0). Seinen nächsten Kampf bestritt er erst im April 2018 gegen Francisco Santana (24-6) und verlor überraschend nach Punkten. Seinen nächsten und zugleich letzten Kampf gewann er im März 2019 gegen Abrahan Peralta (19-6).